# 任諒
任諒（1069年—1126年），字子諒，眉山（今四川省眉山）人，後遷徙到汝陽（今河南省商水縣）。北宋龍圖閣直學士、京兆府知府。著有《建中治本書》一卷、《史論》三卷、《兵書》十卷（已不可考）。

## 生平
任諒九歲時喪父，他的舅舅强迫他的母親一定要改嫁，任諒拉着母親的衣襟哭說：「哪有身為兒子的沒辦法奉養自己母親的呢？」任諒的母親深受感動，於是作罷。
任諒勤奮努力，十四歲時在鄉試中奪冠。中進士且名列前茅，被調任為河南尹曹。任諒曾拿兵書請求謁見樞密使曾布，曾布派人邀他前往汴梁，雙方相見後，覺得彼此不合，於是徑自離開。
曾布擔任宰相時，打算任用任諒。任諒寄書信給曾布，以李德裕的事蹟規勸曾布，曾布卻因此惱羞成怒。蔣之奇、章楶當時在樞密府就職，他們推薦任諒擔任編修官，曾布刻意不發他們的奏章，任命任諒爲懷州教授。
宋徽宗看過任諒所作的《新學碑》，大為讚嘆，提拔任諒爲提舉夔路學事，歷官京西、河北、京東，改任轉運判官。
大觀年間，任諒擔任河北漕臣，著有《河北根本籍》（《河北報本錄》）。凡是戶口的增減，官員的增減，年收入和支出及餘額的數目，此書記載清清楚楚，任諒把這本書獻給朝廷。張商英看了這本書後，認爲全天下轉運使中最優秀的就是任諒。

### 梁山除盜
任諒被任命為提點京東刑獄。當時梁山泊的漁夫為盜（宋朝之後形成了以梁山為中心的大湖泊，也就是元雜劇等所說的「八百里水泊梁山」），任諒運用保甲法將漁民進行編制，並在他們的漁船刻上標誌，船隻入泊，都要經過檢查，沒標誌的都不能進入湖區。又在其他縣地方交界處，立石爲標誌劃分區域，限制漁民行動，每當有案件發生，就立刻督促官兵，官兵盡力之下，盜賊沒了安身之處漸漸消失。後來任諒被加任直秘閣，遷任陝西轉運副使。

### 防患未然
政和四年（1114年），降將環州定遠大首領李訛𠼪知道邊疆將士糧食不繼，於是偷偷挖地窖，藏糧食，預謀叛亂，並送書信給西夏統軍粱哆㖫，說他在漢人這已居住二十年，定邊將士缺糧，而他已在地窖備糧，只要直搗定邊，一定唾手可得。任諒從派出去的間諜得知李訛𠼪的陰謀，立即輸送糧食到定邊及其他堡壘，招募人手尋找李訛𠼪的地窖，獲得數十萬石的糧食。李訛𠼪果然入侵，由於藏匿的糧食已經失去，七天後便撤軍，率眾歸西夏，後來，李訛𠼪又圍困觀化堡，這時邊境糧草已很充足，李訛𠼪便離去。

### 得罪蔡京
任諒被加任爲徽猷閣待制、江淮發運使。蔡京改變東南轉般漕運法（宋朝漕運方式之一），創置直達綱（批運送貨物直達京師的船隊），招募來的人大多都是遊手無賴、盜用財物之徒，百姓都不敢評論。任諒入宮向宋徽宗討論這件事，蔡京因此憤怒而記恨。
重和元年（1118年），江州、淮州、荊州、浙州等各地爆發洪水，汴州、泗州也發生水患，任諒親自率領將士們築堤，命令百姓前往高處避難，發放糧食救災。洪水退去後，百姓都安全無事，蔡京卻誣告說有將近千人被淹死，任諒因而獲罪削職歸家。有官員認為説解決水災是縣令的職責，身為發運使的任諒應該無罪。宋徽宗也知道任諒是被誣陷的，所以將任諒復職，復職後擔任右文殿修撰、陝西都榑運使。

### 任諒預言
宣和七年（1125年），任諒任提舉上清寶籙宮 （政和六年二月建成），編纂國史。朝廷打算對遼朝有所行動，任諒寫信給宰相分析認爲遼朝一定會滅亡，攻取要慢慢來，出師不可無名。且應當另立耶律氏的後人等建言，並預言郭藥師會反叛，宋徽宗不聽從任諒的建言，朝臣們也認為任諒瘋了。後來任諒出京任提舉嵩山崇福宮。同年冬天，金軍發兵攻打燕山，郭藥師叛降，一切都如同任諒所說。任諒被重新起用擔任京兆知府，不久便去世，享年五十八歲。

## 評價
- 《宋史》：鶠、根、諒、常氣節偘偘，指切時敝，能盡言不諱。

## 外部連結
- 中國哲學書電子化計劃《宋史》影印古籍 （页面存档备份，存于）

## 延伸阅读
[在维基数据编辑]
 《宋史/卷356》，出自脱脱《宋史》